# 赤面黑面
赤面‧黑面（アカマタ・クロマタ）是在琉球八重山列島（今屬日本沖繩縣）的豐年祭中登場的來訪神。發源於西表島東部的古見地區、並流傳於小濱島、石垣島宮良與上地島一帶。在西表島古見地區為赤面（アカマタ）‧黑面（クロマタ）‧白面（シロマタ）三柱神的形式、其他的地區則是以赤面‧黑面二柱神的形式顯現。
能參與這項儀式的只有當地居民中具備資格者，對其他人來說這是只能公開一小部分的秘密儀式。這項民俗祭典也曾經存在於西表島北部其它已經廢村的地區和下地島。

## 石垣島宮良的赤面黑面
赤面與黑面兩位神明皆身披蓬草、身材渾圓，外表酷似達摩不倒翁和貓頭鷹。身高約180公分左右，赤面和黒面有著狹長的鼻子、圓眼睛，以及細長尖銳的牙齒，眼睛和牙齒兩邊生有長長的髮鬚。眼睛和牙齒受光照射會反射出神秘的光輝。

## 祭典內容
傍晚時會從某處突然出現，當夜會遍訪村子裡的每一戶人家，到了早上便又不知消失到何處。
首先、由數十名敲打太鼓的鼓隊進入各戶人家的門，之後再向兩旁分開站在庭園的左右兩側一邊敲打太鼓高唱，呼喚著赤面與黑面。
之後，赤面與黑面便會自大門進入來到庭院中央。赤面和黑面會兩手持握棍棒，配合鼓隊的嘹亮歌聲，一邊敲打棒子一邊跳舞。
赤面與黑面會在一群殺氣騰騰，被稱作「なみだ」的人（正被精靈附身著）的慎重戒護下移動。

## 祭典禁忌
已知這項祭典會在七月舉行，但通常因為連島上的居民也不知道詳細情形，因此讓此祭典充滿了謎團與緊張感。其間拍照、攝影、素描或仿製等行為都被禁止。

## 資料來源
1. 1 2 3  沖縄民俗辞典 P.2-3 吉川弘文館 ISBN 978-4-642-01448-9
2. ↑  沖縄民俗辞典 P.451 吉川弘文館